# Jaegerina
Jaegerina là một chi rêu trong họ Pterobryaceae.